# 特定不能の広汎性発達障害
特定不能の広汎性発達障害（とくていふのうのこうはんせいはったつしょうがい）は、DSM-IV-TRで定義されていた広汎性発達障害（PDD）の一種。一般的に、PDD-NOS（英語:Pervasive Developmental Disorder - Not Otherwise Specified）の略称で呼ばれる。DSM-5では自閉症スペクトラム障害（ASD）としてくくられることになった。
DSM-IV-TRによると、「対人相互反応に重症で広汎な障害があり、言語的または非言語的コミュニケーション障害や常同的で制限された興味や行動、活動を伴っているが、他の特定の広汎性発達障害や統合失調症、スキゾイドパーソナリティ障害、統合失調型パーソナリティ障害、回避性パーソナリティ障害の基準を満たさない場合に用いられるべきものであり、たとえば、このカテゴリーには非定型自閉症が入れられる」と解説されており、ICD10では、非定型自閉症（F84.1）、知的障害と常同運動に関連した過動性障害（F84.4）、その他の広汎性発達障害（F84.8）、広汎性発達障害，特定不能のもの（F84.9）がこれに対応している。
知的な遅れの見られない場合は、高機能広汎性発達障害とも呼ばれるが、アスペルガー症候群（高機能自閉症）と同様、必ずしも知的障害がないから問題も軽度であるとは限らない。

## 定義
精神医学的障害の一種である。

## 非定型自閉症（Atypical Autism）
DSM-IV-TRによると、「発症年齢が遅いことまたは非定型の症状または閾値に満たない症状」と解説されており、ICD10では、発症年齢のみの非定型群（F84.10）、症候上のみの非定型群（F84.11）、発症年齢および症候上の両者の非定型群（F84.12）の3つに細分されている。

### 発症年齢のみの非定型群
これは、3歳以降になってはじめて、自閉症の症状が見られるもの。

### 症候上のみの非定型群
これは、3歳以前に自閉症の症状が出現しているものの、その症状が軽いものおよび自閉症の特徴である「社会性」「コミュニケーション能力」「想像力」の1つまたは2つを満たさないもの。

### 発症年齢および症候上の両者の非定型群
これは、アスペルガー症候群の症状が出現しているものの、その症状が軽いものおよびその特徴である「社会性」「コミュニケーション能力」「想像力」の1つまたは2つを満たさないもの。

### 症候の臨床像
この障害の症候の臨床像としては、ICD10における自閉症の診断基準B項「1)2)3)から合計6つ以上、なおかつ、1)から少なくとも2つ、2)、3)からそれぞれ少なくとも1つが存在する」を満たさない、つまり、「1)2)3)から合計6つ以上存在するか否かにかかわらず、そのうち1つまたは2つの満たし方が基準に適合しない（3つ組を満たさない）」症例および「1)から少なくとも2つ、2)から少なくとも1つ、3)から少なくとも1つ存在するものの、1)2)3)から合計6つ存在しない（症状が軽い）」症例を指す。

## その他の広汎性発達障害
ICD10によると、「その他の広汎性発達障害」とは「自閉性精神発達遅滞」を意味するものとされている。

## 広汎性発達障害，詳細不明
ICD10によると、これは、「残遺診断カテゴリーで、広汎性発達障害の一般的記載に合致するが、十分な情報を欠いたり、矛盾する所見があるために、F84の他のコードのいずれの診断基準も満たしえない障害に対して用いられるもの」と解説されている。
なお、行政分類上は、非定型自閉症で知的障害が見られない場合は、F84.9と記すことが多いようである。

## 国内外の状況
日本では、アスペルガー症候群やADHDと比べ、PDD-NOSの診断が極めて少なく、症例の研究や社会の認知も遅れていたが、諸外国では、広汎性発達障害の中で最もよく見られるものとされていた。
このような状況の違いに対して、東京大学名誉教授（医学博士）の栗田廣氏は、「海外ではPDD-NOSとして診断される障害者がPDDの2分の1であるのに対して、日本ではPDD-NOSはほとんど診断されず、アスペルガーとして診断されている。実際、信頼できるイギリスの診断結果の報告文によると、比率的にPDD-NOSがやはりPDDの2分の1、アスペルガーはPDDの13%（全人口の0.1%）にすぎない。どちらも高機能であり、診断は難しいが、日本でアスペルガーとして診断されている障害者(全人口の0.3 - 0.4%)の多くは実はPDD-NOSではないか」旨の疑問を呈した。
この原因としては、日本では、アスペルガー症候群が主に若年者の犯罪と関連付けられ、当時急速に注目されてきていたため、その話題性に気を取られがちになり、これらの症状ないし診断基準の表面をなぞるかのような診断法を取る医師が全国的に増えたためではないかと考えられる。

## 現在
2013年に発行されたDSM-5では、古典的自閉症、アスペルガー症候群（高機能自閉症）、PDD-NOSは「自閉症スペクトラム障害」としてくくられることになった。PDD-NOSの症状の出方は、アスペルガー症候群（高機能自閉症）と比較して、より十人十色的であるため、これらの障害をひとくくりにしてしまっていいのかという議論も存在した。